# Крадіжка картин у Західній Фрисландії

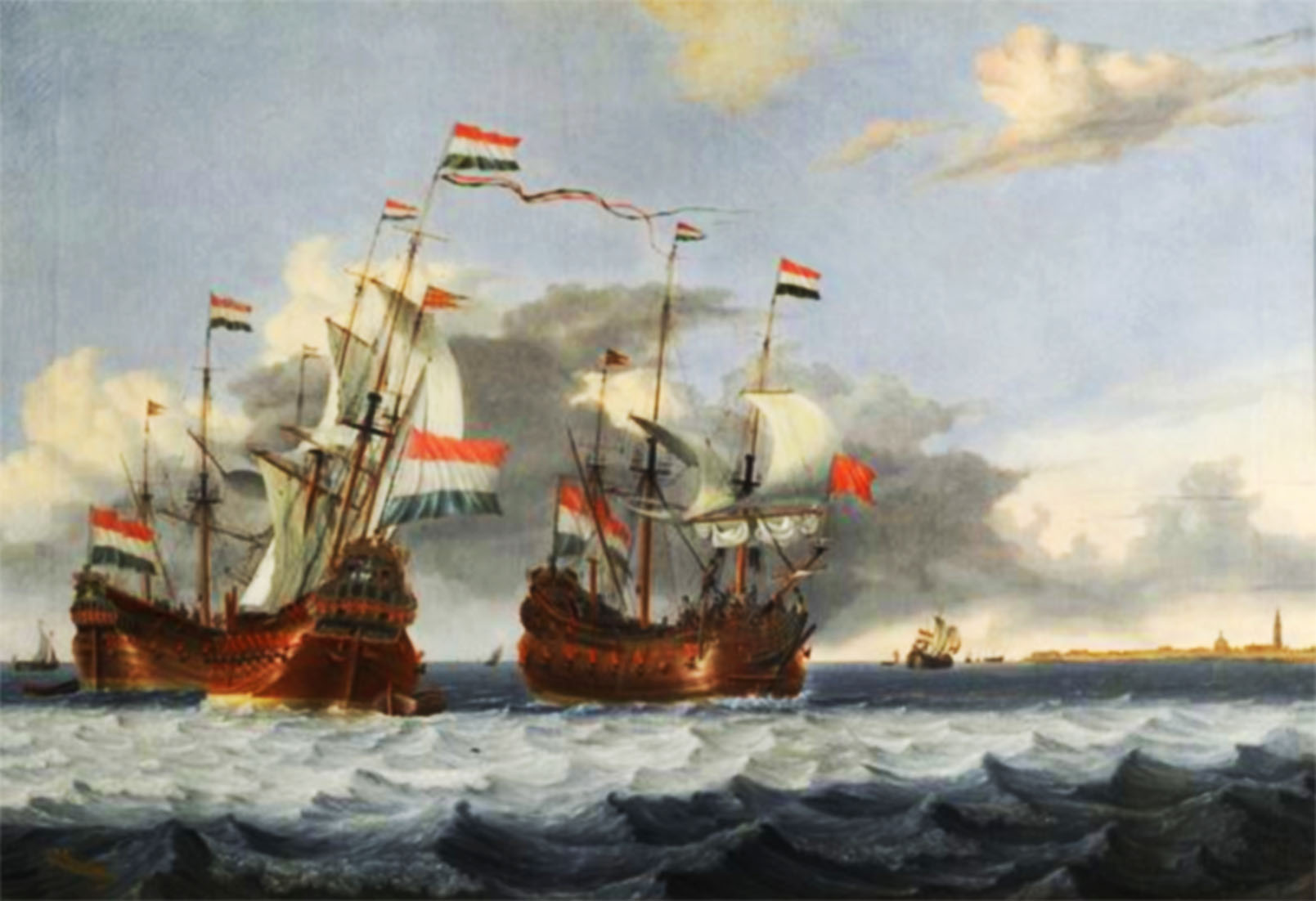
Викрадена картина Ґерріта Помпе (1640/1650—1695/1705). «Краєвид Енкгейзен».

Крадіжка картин у Західній Фрисландії — викрадення творів мистецтва з Музею Західної Фрисландії в голландському місті Горн.

## Викрадення творів мистецтва
У ніч проти 9 січня 2005 року зловмисники, зламавши двері, викрали з музею 24 картини XVII–XVIII ст., зокрема пензля Яна ван Гоєна, і 70 предметів зі срібла. Протягом десяти років музей займався пошуком викрадених артефактів.

## Український слід

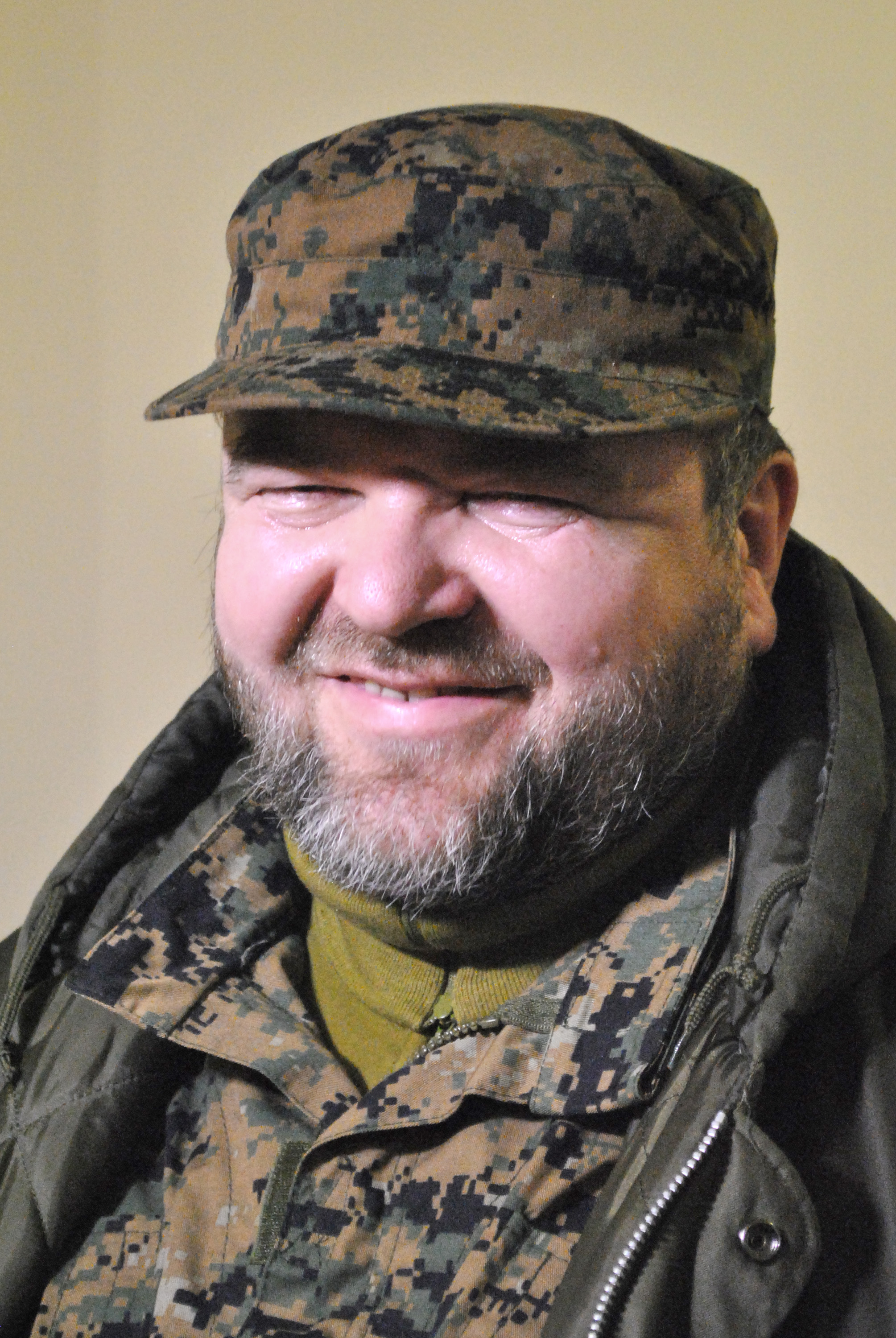
Б. Гуменюк

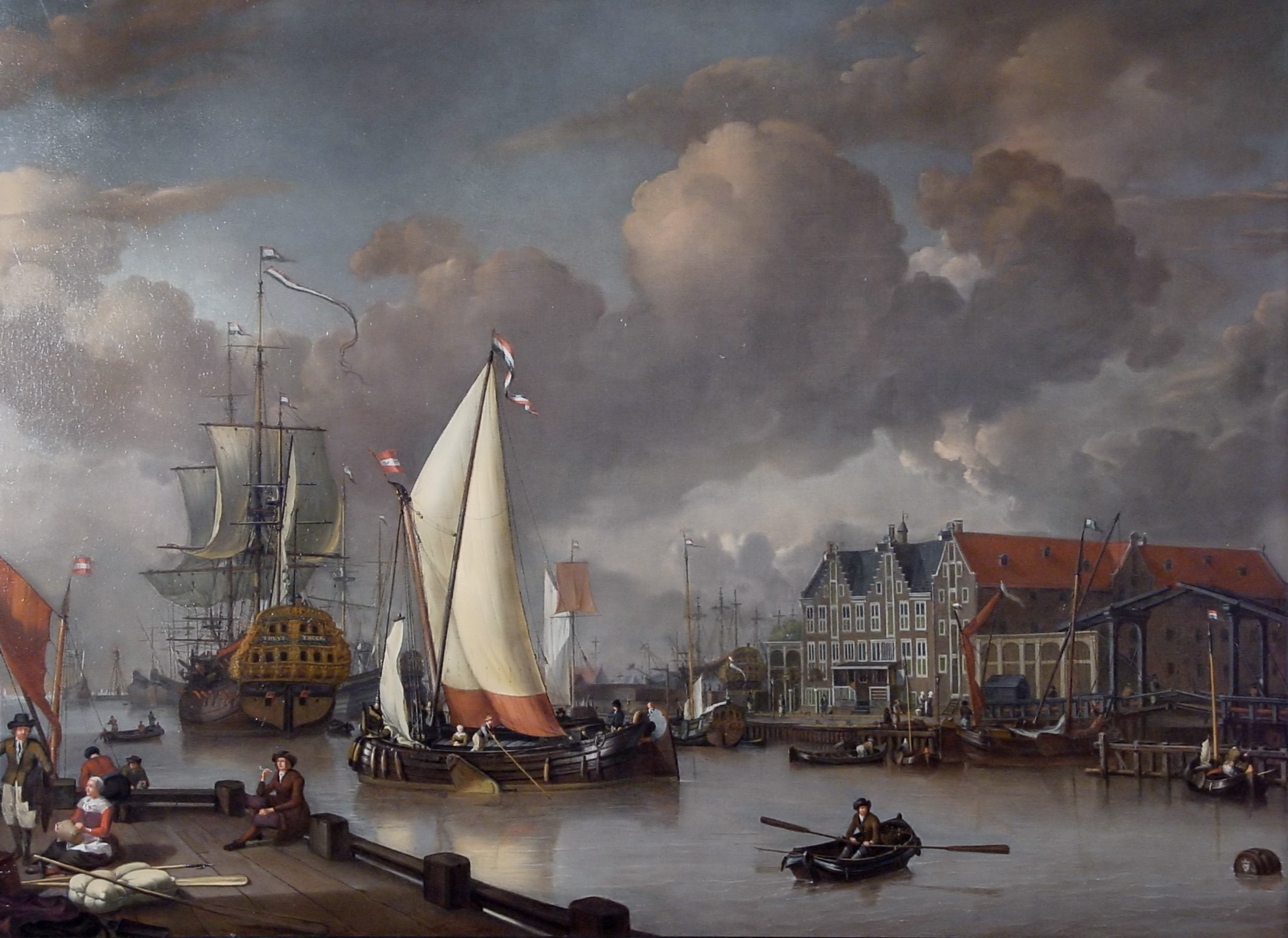
Викрадена картина. «Краєвид на Східний острів (Горн)»

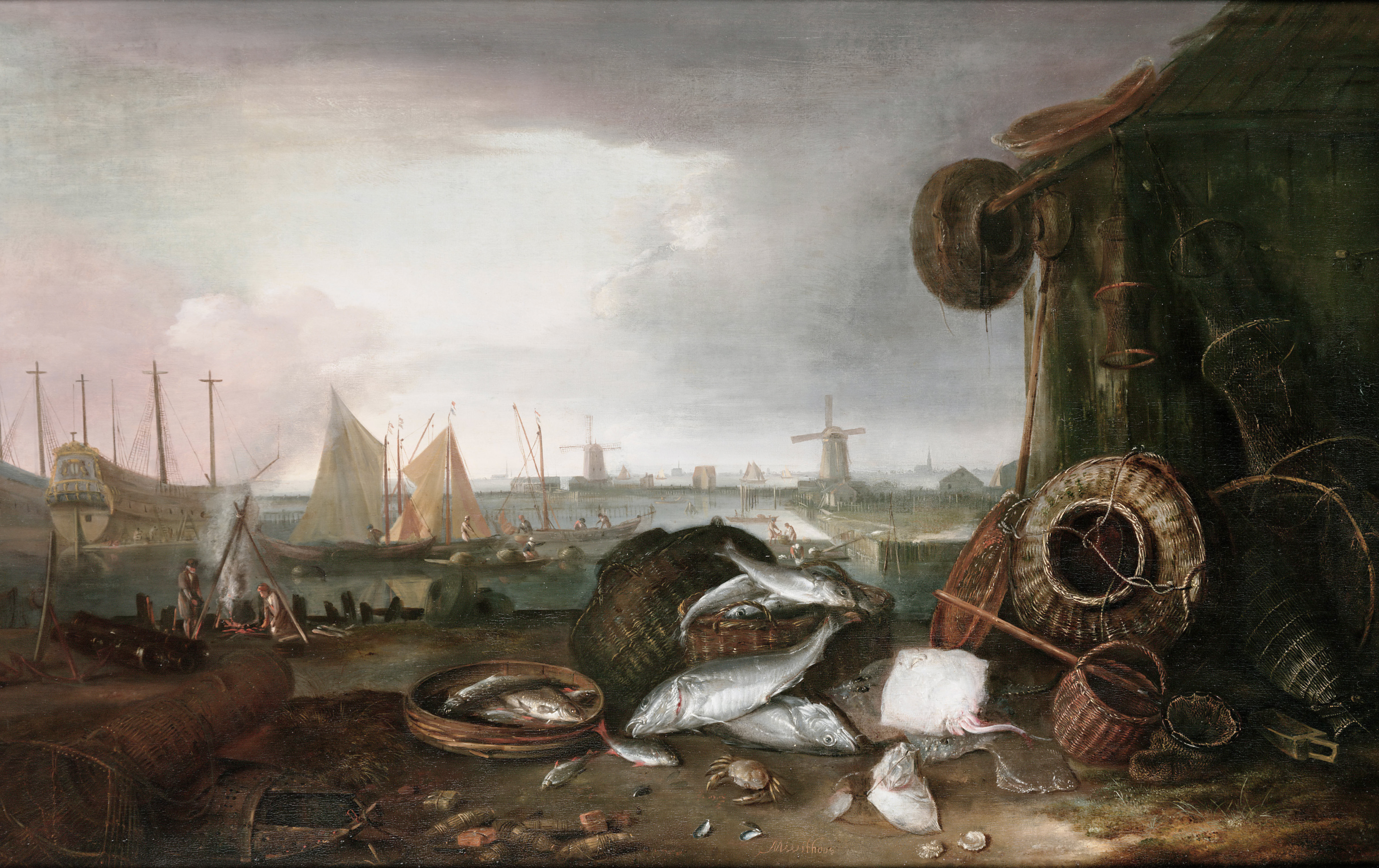
Викрадена картина «З Грашавена»

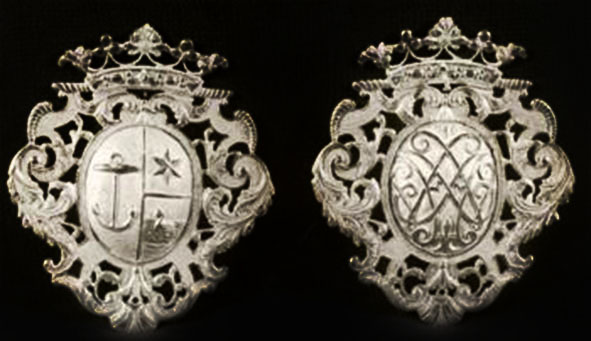
Викрадені золоті аграфи (книжкові пряжки), між 1700 та 1740.

У січні 2014 року нідерландська поліція виявила фотографію зниклої картини Яна Лінсена на одному українському вебсайті, на якому невідомі просили дати їй оцінку. Натомість журналісти каналу «1+1» з'ясували, що ця інформація обговорювалась на російському форумі. Проте справа не просунулась.
За відомостями нідерландської газети «De Volkskrant», крадені картини зберігалися у Києві у квартирі президента алчевського футбольного клубу «Сталь» Володимира Полубатка. Правоохоронні органи провели у нього обшук, але вилучені картини не повернули музею, а намагалися продати приватним покупцям з Італії. Але ті відмовилися. Згодом керівник підрозділу, що проводив обшук, віддав одну з картин як хабар представникові СБУ. Після Революції гідності картини виявили на окупованій частині Донбасу.

За словами українського письменника, бійця Українського військового об'єднання, що пов'язане з батальйоном ОУН, Бориса Гуменюка, 2014 року з'явилась оперативна інформація з анонімних джерел, що в маєтку в підконтрольному терористам передмісті Донецька, що належить людині з близького оточення колишнього президента В. Януковича, виявлено колекцію живопису, імовірно, викрадену з голландського музею. Письменник, пояснюючи причину того, що невідомі бійці української диверсійно-розвідувальної групи звернулись саме до нього, зізнався:
Я знайомий з багатьма художниками, у мене в самого значна колекція живопису… Я десять років на ринку, заробляю на картинах. І це відомо всім.
Гуменюк повідомив про це під час зустрічі з трьома представниками нідерландського посольства у Києві, які попросили його координувати розслідування.
Артур Бранд, фахівець зі злочинів, пов'язаних із витворами мистецтв, також підтвердив інформацію про зустріч з Б. Гуменюком. За його твердженням, утримувачі колекції зажадали від музею 50 мільйонів євро за повернення картин. Хоча вартість картин становить 1,3 млн євро, А. Бранд оцінив їх у півмільйона євро, оскільки колекція зберігалась у неналежному стані. За його словами, у «художньому світі заведено платити тому, хто знайшов картини, винагороду в розмірі 10 % від вартості». Тому музей пообіцяв виплатити винагороду в 50 тисяч євро. Оскільки заклад не отримав відповіді, за два тижні Бранд у листі у категоричному тоні зажадав негайно передати колекцію.
У вересні керівництво музею звернулось до посольства, щоб уладнати справу через дипломатичні канали.
7 грудня 2015 року директор музею Ед Ґірдінк у газеті «De Telegraaf» заявив, що вся колекція творів мистецтва у руках добровольців.

## Скандал навколо картин
А. Бранд заявив:
З добре поінформованих джерел я також чув, що за лаштунками стоїть лідер української ультраправої партії «Свобода» Олег Тягнибок… Декілька разів також поставало ім'я Валентина Наливайченка. Це колишній керівник Служби безпеки України. Я не можу розкривати деталі, проте зв'язок між Службою безпеки та вкраденими картинами більш ніж очевидний.
7 грудня 2015 року, одразу після опублікування звинувачень, українські політики спростували їх. Координатор Антикорупційного руху Маркіян Лубківський назвав це інформаційною атакою, пов'язаною з антикорупційною діяльністю Наливайченка. О. Тягнибок на своїй сторінці у Facebook віджартувався, запропонувавши нідерландському музею замість згаданих картин портрети українських націоналістів Є. Коновальця, С. Бандери і Р. Шухевича з власної колекції. Прессекретар партії Христина Равлюк заявила:
Хочеться запитати скільки кг марихуани заплатили російські спецслужби автору цього маразматичного твердження за розповсюдження цієї абсолютної ахінеї.
Б. Гуменюк стверджував, що сам ніколи не бачив цих картин. Йому так само не зрозуміло, яким чином голландська сторона до цієї справи долучила колишнього голову СБУ В. Наливайченка та батальйон ОУН. Усі звинувачення, включно з вимаганням грошей з музею, письменник назвав вигадкою. Міністр закордонних справ України Павло Клімкін повідомив:
Музей сам почав переговори. Яким чином він їх вів — невідомо. Зараз до цього підключилося і МВС, і посольство Голландії.

## Наслідки скандалу
МЗС Нідерландів рекомендувало музейникам не надавати цій історії розголосу. Але керівництво музею пішло на скандал. Гірдінк і Бранд у своїх публічних виступах вдались до неприпустимих звинувачень України, застосовуючи образливу лексику: «чорна діра», «країна, в якій багато брешуть», «темні сили», «неонацисти», «військові злочини», «фашистська партія». Після такої атаки, за припущенням «Дзеркала тижня», колекція надовго зникне з поля зору.
За словами активіста української громади в Нідерландах Олександра Снідалова, скандал розкручують неприхильні до України сили, щоб негативно вплинути на її репутацію в голландському суспільстві напередодні візиту президента України Петра Порошенка до Нідерландів і референдуму щодо підтримки закону про затвердження державою угоди про асоціацію між Європейським Союзом та Україною.

## Знайдення частини картин

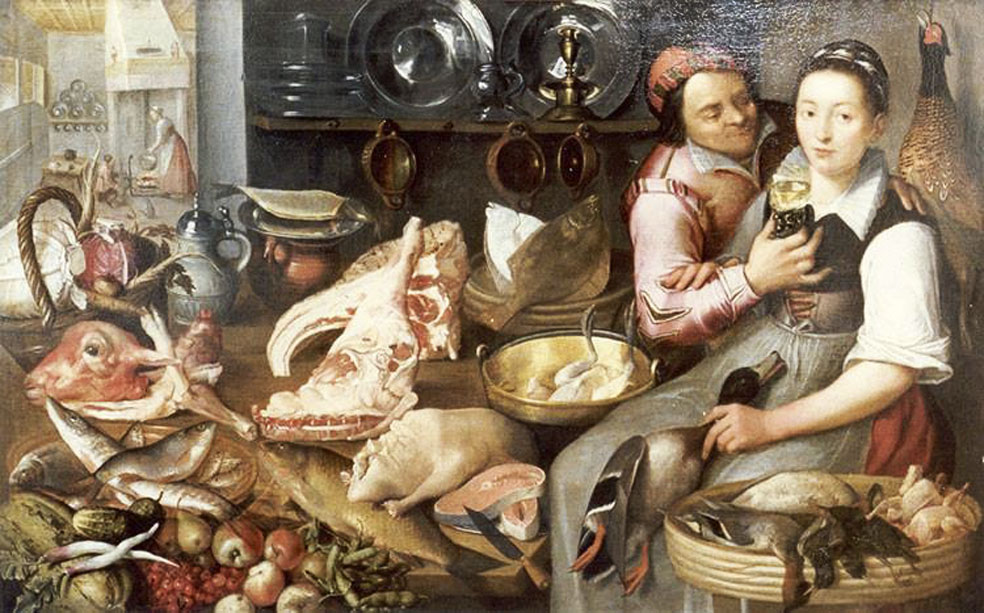
Флоріс ван Шутен «Кухонна сцена», XVII
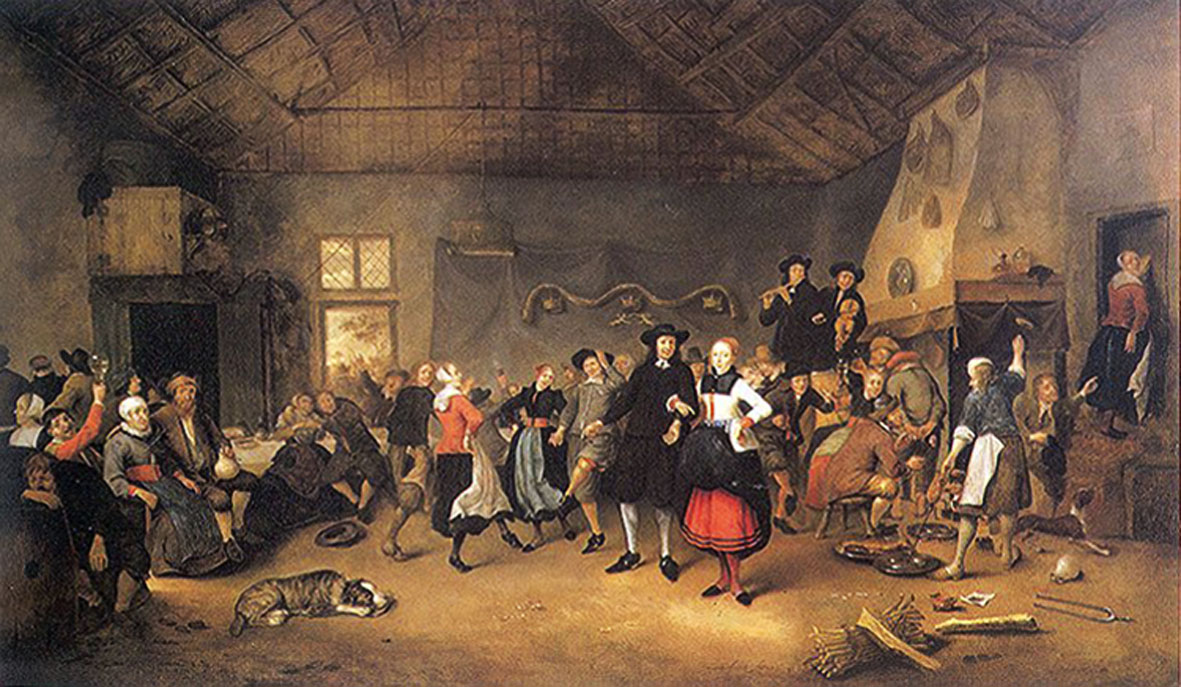
Гендрік Богарт «Весілля селянина», 1671—1675
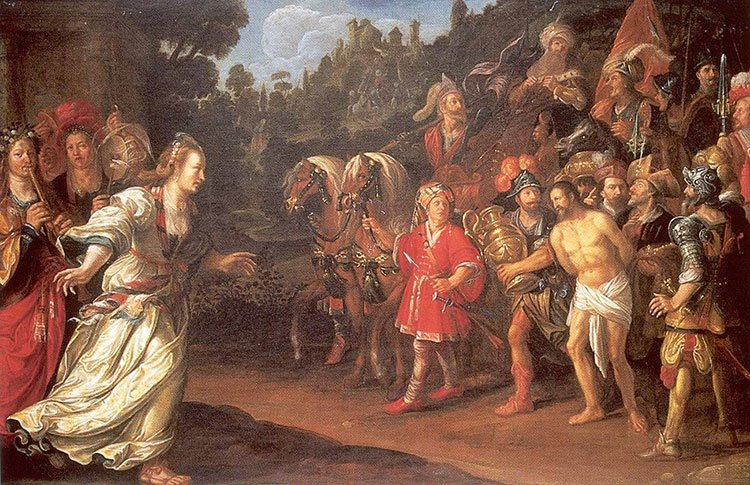
Якоб Вабен «Повернення Єфта», 1625.
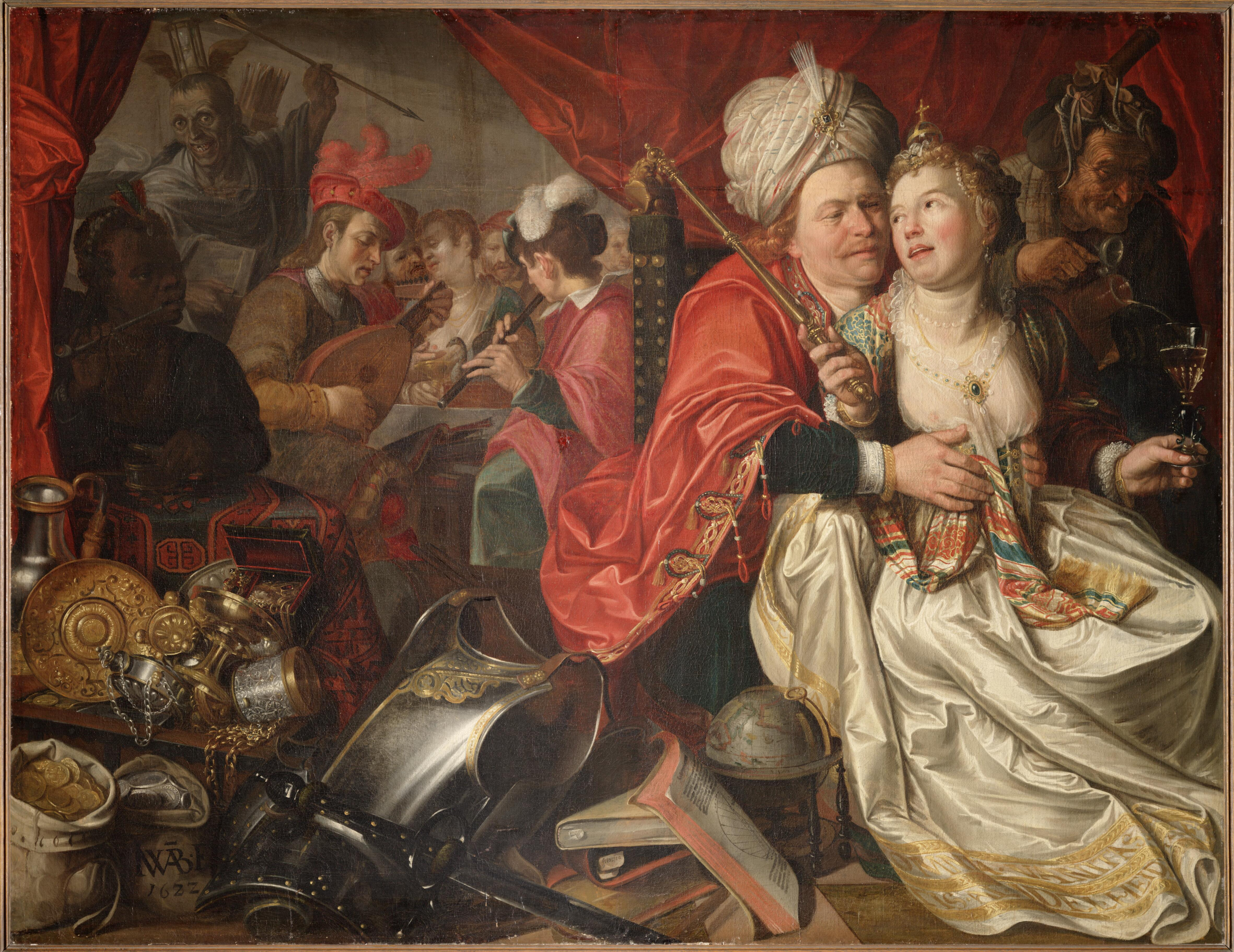
Якоб Вабен «Світська жінка», 1622
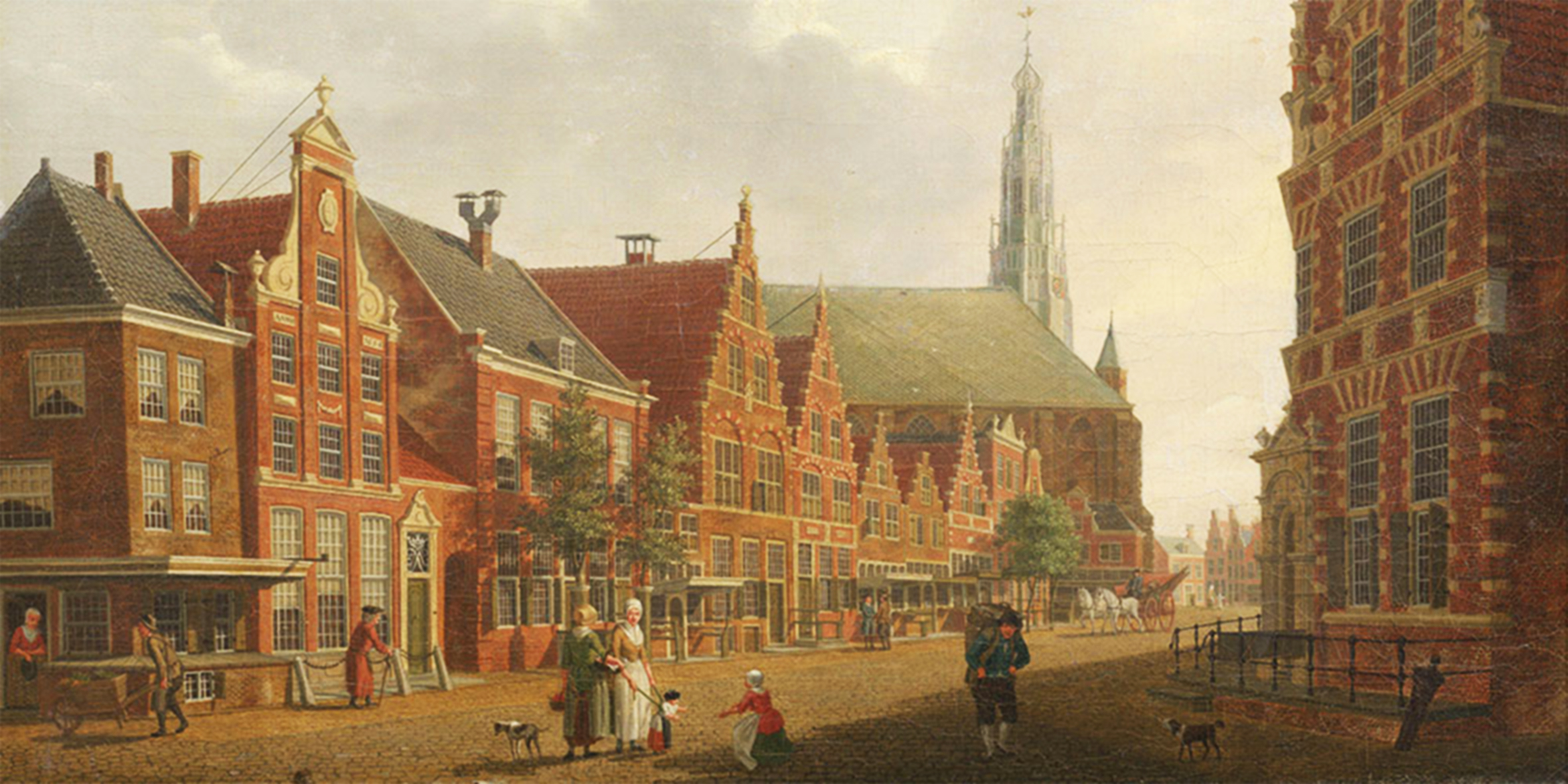
Ісаак Оватер «Ньюштрат у Горні», 1784

У березні-квітні 2016 року СБУ виявила чотири картини: «Світська жінка» («Марнославство»), «Повернення Єфта» (1625) Якоба Вабена, «Весілля селянина» (1671—1675) Гендріка Богарта і «Кухонна сцена» (XVII) Флоріса ван Шутена, вартістю 280 тис. дол. Експерти підтвердили автентичність. На пошуки витратили чотири місяці. У ході слідства опитали понад сотні осіб. 14 квітня Голова спецслужби Василь Грицак повідомив, що «за оперативними даними, частина картин перебуває на тимчасово окупованій території, а частина з них може перебувати на території Російської Федерації».
30 травня 2016 року невідомий приніс до нідерландського посольства картину Ісаака Оватера «Ньюштрат у Горні» (1784). За попередніми відомостями, чоловік отримав полотно у подарунок. Дізнавшись, що картину викрали, вирішив повернути власникам.